# Gérald Johanssen
Gérald Martin Johanssen ou Gérald Johanssen est un personnage fictif de la série animée Hé Arnold ! créé par Craig Bartlett. C'est le meilleur ami d'Arnold, il a le même style de cheveux que Marge Simpson de la série Les Simpson et porte  le chiffre 33 dans son chandail.